# بورن دیس وی بال
بورن دیس وای بال (انگلیسی: Born This Way Ball) سومین تور کنسرت توسط خواننده آمریکایی لیدی گاگا، برای پشتیبانی از دومین آلبوم استودیویی خود، اینگونه زاده شده‌ام (۲۰۱۱) بود. گاگا در این تور به جز قطب جنوب از تمام قاره‌ها بازدید کرد. این تور به عنوان پنجمین تور پردرآمد ۲۰۱۲ در فهرست تورهای پردرآمد سال پول‌استار قرار گرفت.